# Roeselia fuscula
Roeselia fuscula är en fjärilsart som beskrevs av Augustus Radcliffe Grote 1881. Roeselia fuscula ingår i släktet Roeselia och familjen trågspinnare. Inga underarter finns listade.